# Bojan Krkić
Bojan Krkić Peréz (født 28. august 1990 i Linyola, Lleida, Catalonien), ofte kendt blot som Bojan, er en tidligere spansk fodboldspiller. 

## Klubkarriere

### Tidlige karriere
Bojans fader, Bojan Krkić Sr., spillede for den jugoslaviske klub Røde Stjerne Beograd, men kom til Spanien i 1986 for at spille for Mollerussa. Hans moder, María Lluïsa Pérez, er spansk. De bosatte sig i Linyola i Lleida-provinsen, en nordøstlig del af Catalonien. I 1989 startede faderen en ungdomsfodboldskole i Lleida kort før Bojans fødsel. Siden har han arbejdet som scout for FC Barcelona, fokuseret på at finde talentfulde spillere i Frankrig og Italien.
I 1999 sluttede Bojan sig til FC Barcelonas ungdomsafdeling, eller cantera, hvor han over de næste syv år scorede 960 mål, mens han steg støt i graderne, indtil han i 2006 befandt sig på FC Barcelona B, eller Atlétic, hvilket er et hold, der stiller op i de lavere spanske divisioner, og som består af de ypperste ungdomsspillere samt reservespillere, der ikke har tilkæmpet sig en plads på FC Barcelonas førstehold.

### FC Barcelona

#### 2007–2008
Bojan var dog en af dem, der kunne tilkæmpe sig en af de tiltrængte pladser, hvis ikke blandt de første elleve, så i hvert fald et sted i kulissen, og fik den 16. september 2007 sin ligadebut for førsteholdet, da han blev skiftet ind i stedet for Giovani dos Santos i en kamp mod CA Osasuna, og dermed brød Lionel Messis rekord for yngste ligadebutant nogensinde for FC Barcelona, med en alder på 17 år og 19 dage. 
Tre dage senere fik han sin Champions League debut i en alder af 17 år og 22 dage, da han blev skiftet ind i det 88. minut for Lionel Messi i Barcelonas 3–0 hjemmesejr over Lyon.
Første start i en ligakamp kom den 20. oktober 2007 (17 år og 53 dage gammel) imod Villarreal CF, hvor han også scorede sit første ligamål, da han i det 24. minut løb ind blandt Villarreal forsvarerne, forbandt med Messis dybdegående aflevering og lagde bolden fladt nede i venstre hjørne. Igen satte Bojan rekord, da han blev den yngste til at score et ligamål for FC Barcelona. Igen overtog han en rekord, der tidligere var sat af Messi.
Han blev den næstyngste målscorer i Champions League med sit første Champions League-mål i 1–0 sejren over Schalke, blot 22 dage ældre end rekordholderen Peter Ofori-Quaye, en tidligere Olympiakos spiller. Bojan afsluttede 07–08 sæsonen med 10 ligamål, ét mere end den legendariske Real Madrid angriber Raúl scorede i sin debutsæson (1994–95).

#### 2008–2009
Bojan fik det sværere med at få spilletid, da FC Barcelonas frygtindgydende front-trio bestående af Thierry Henry, Lionel Messi og Samuel Eto'o (mellem sig scorede de præcist 100 mål i alle konkurrencer) begyndte at folde sig ud. Efter fjorten målløse optrædener scorede han begge mål, indenfor en 4-minutters tidsramme, i en 2–0 sejr over Almería.
Mens hans optrædener i ligaen i 08–09 sæsonen var begrænsede gik det langt bedre i cup-turneringerne, både indenlandsk og kontinentalt. I FC Barcelonas første Copa del Rey-triumf i 11 år nettede Bojan 5 gange i 9 kampe, derunder ét i finalen mod Athletic Bilbao. I Champions League blev det til en delt 6. plads på topscorerlisten med 3 mål i 10 kampe, deriblandt 2 i 5–0 raseringen af FC Basel. I finalen var han en uanvendt udskiftningsspiller.

### Stoke City F.C.
Fra 2014 til 2019 spillede Bojan hos Stoke City i Premier League, hvor han skiftede til fra FC Barcelona i sommeren 2014, hvor han skrev under på en fire-årig kontrakt med den engelske klub. Før skiftet til Stoke City havde Bojan været lejet ud til Ajax.

## Statistik
| Klub           | Sæson          | Liga  | Liga | Cup   | Cup | Europa | Europa | Total | Total |
| Klub           | Sæson          | Kampe | Mål  | Kampe | Mål | Kampe  | Mål    | Kampe | Mål   |
| -------------- | -------------- | ----- | ---- | ----- | --- | ------ | ------ | ----- | ----- |
| FC Barcelona B | 2006–07        | 22    | 10   | -     | -   | -      | -      | 22    | 10    |
| FC Barcelona   | 2007–08        | 31    | 10   | 8     | 1   | 9      | 1      | 48    | 12    |
| FC Barcelona   | 2008–09        | 23    | 2    | 9     | 5   | 10     | 3      | 42    | 10    |
| FC Barcelona   | 2009–10        | 0     | 0    | 0     | 0   | 0      | 0      | 0     | 0     |
| Total          | Total          | 54    | 12   | 17    | 6   | 19     | 4      | 90    | 22    |
| Karriere Total | Karriere Total | 76    | 22   | 17    | 6   | 19     | 4      | 112   | 32    |

- Information korrekt pr. 31. juli 2009

## Titler

### FC Barcelona
- La Liga: 2008–09
- Copa del Rey: 2008–09
- Champions League: 2008–09
- La Liga: 2009-10
- La Liga: 2010-11
- Champions League: 2010-11

### Spanien
- U-17 EM: 2007

### Individuelt
- U-17 VM: Bronze-bold (5 mål, delt med Toni Kroos) & Bronze-skoen (3. bedste spiller)

U-19 VM Golden Boot  8 Mål.
Player of The Year Young boys 2012